# Mads Pedersen Tange
 Der er flere personer med dette navn, se Mads Pedersen.
Mads Pedersen Tange (født 6. marts 1871 i Torup på Mors, død 8. august 1943 i Ringe) var en dansk husmand og politiker.
Mads Peter Tange blev født på et husmandssted på Mors. Faderen var tømrer, men havde dog så megen jord, at han kunne føde "en halv ko". Hjemmet var dog fattigt på penge, men rigt på ånd og kultur.
Familien var bl.a. knyttet til frimenigheden i Øster Jølby.
Som 10-årig blev Tange sendt ud at tjene, først som hyrdedreng og siden som karl. Andelsmejerierne var dengang et nyt fænomen, og Mads Peter Tange fik lyst til at lære mejerivæsenet. I 1889 kom han som elev til det nyoprettede Gestelev Andelsmejeri på Fyn, hvor han i en alder af blot 22 år blev bestyrer. 1897 opgav han mejerivirksomheden og flyttede ind i et husmandssted i Palleshave.
I sognet blev der lagt mærke til den unge og kompetente, veltalende husmand, og han fik opfordring til at stille sig som folketingskandidat i Nyborgkredsen ved valget i 1903. I denne kreds var han dog oppe imod nogle drevne modkandidater i form at forhandlingsmanden Jensen-Toustrup og socialdemokraten, journalist Hans Nielsen fra Odense. Tange måtte se sig slået, men var trådt i karakter over for vælgerskaren. Ledende kræfter i Venstrepartiet blev opmærksom på Tange som en kandidat, man kunne bruge i agitationens tjeneste. Ved valget i 1906 stillede Tange op i Sorøkredsen og opnåede 822 stemmer mod den radikale Poul Christensen, den senere landbrugsminister, der fik 1127 stemmer. På ny skiftede han kreds, og flyttede til Fredensborgkredsen, men også her faldt han – i kampen mod to godsejere, den konservative Johan Knudsen og den radikale Christen Moesgaard-Kjeldsen.
Endelig erobrede Tange et folketingsmandat i Holbækkredsen, hvor han ved valget i 1910 overraskende slog den radikale redaktør Ove Rode med 1879 stemmer mod 1731. Ud over den spektakulære valgkamp kunne kredsen også opvise den hidtil højeste stemmeprocent, nemlig 87,9. Men ved næste valg røg Tange ud af tinget igen, idet han kun opnåede 1208 stemmer mod den radikale lærer A.H. Nøhrs 1485. Ved dette valg blev der opstillet kandidater for både Venstre, Højre, Socialdemokratiet og Det radikale Venstre, således at stemmerne blev splittet. Herefter blev Tange af sit parti hentet til Faaborgkredsen, som han repræsenterede i Folketinget 1920-1924. 
Fra 1926-1932 repræsenterede han Bjerre- og Fredericiakredsen, hvor han havde en af Socialdemokratiets bedste talere, den senere forsvarsminister Laust Rasmussen, som modkandidat.
Tange var en politikertype, der fungerede bedst i opposition og i polariserede debatter. Han var en skarp debattør og tilpassede aldrig sine holdninger til, hvad der var opportunt.